# Bloedstraat

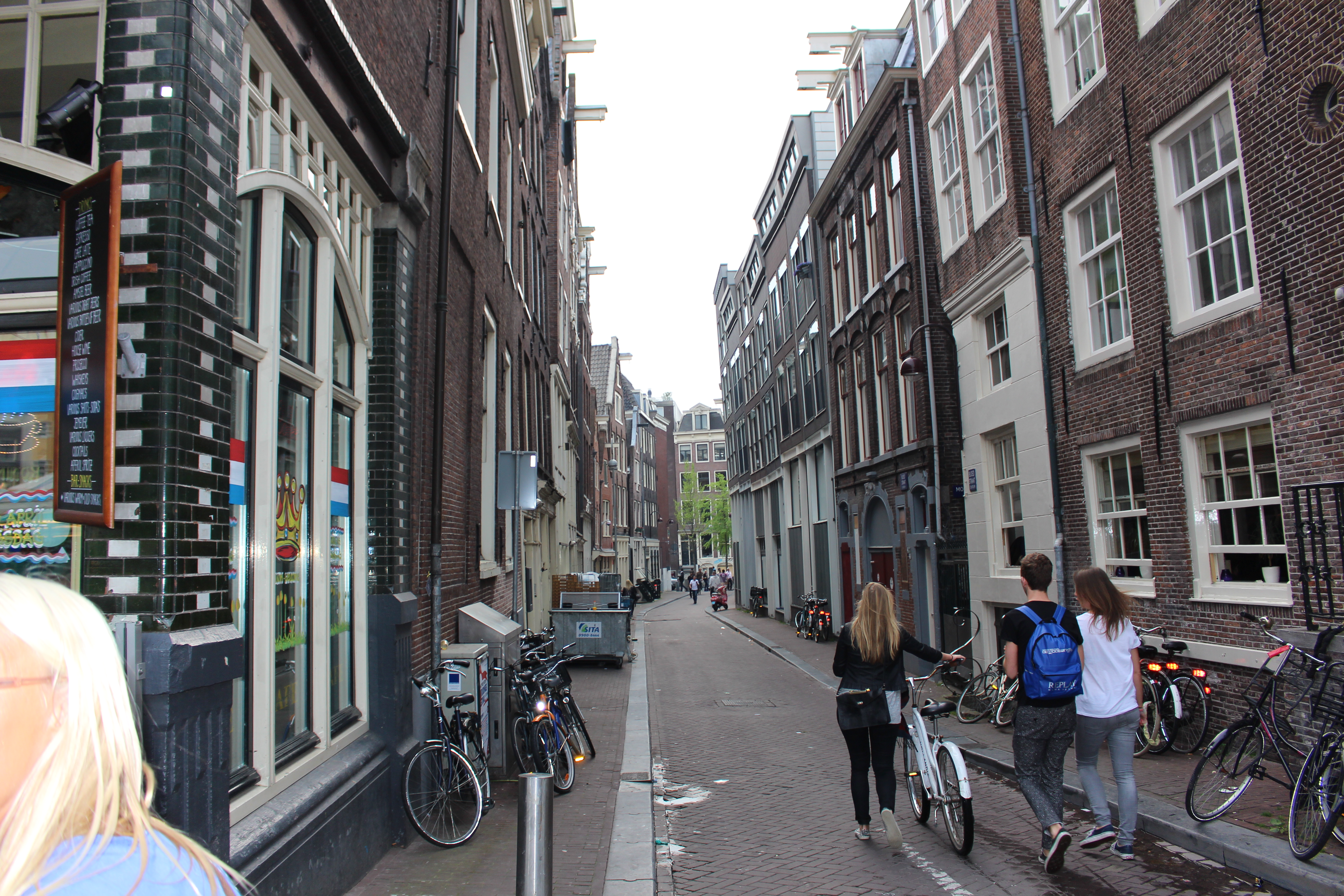
De Bloedstraat in 2014

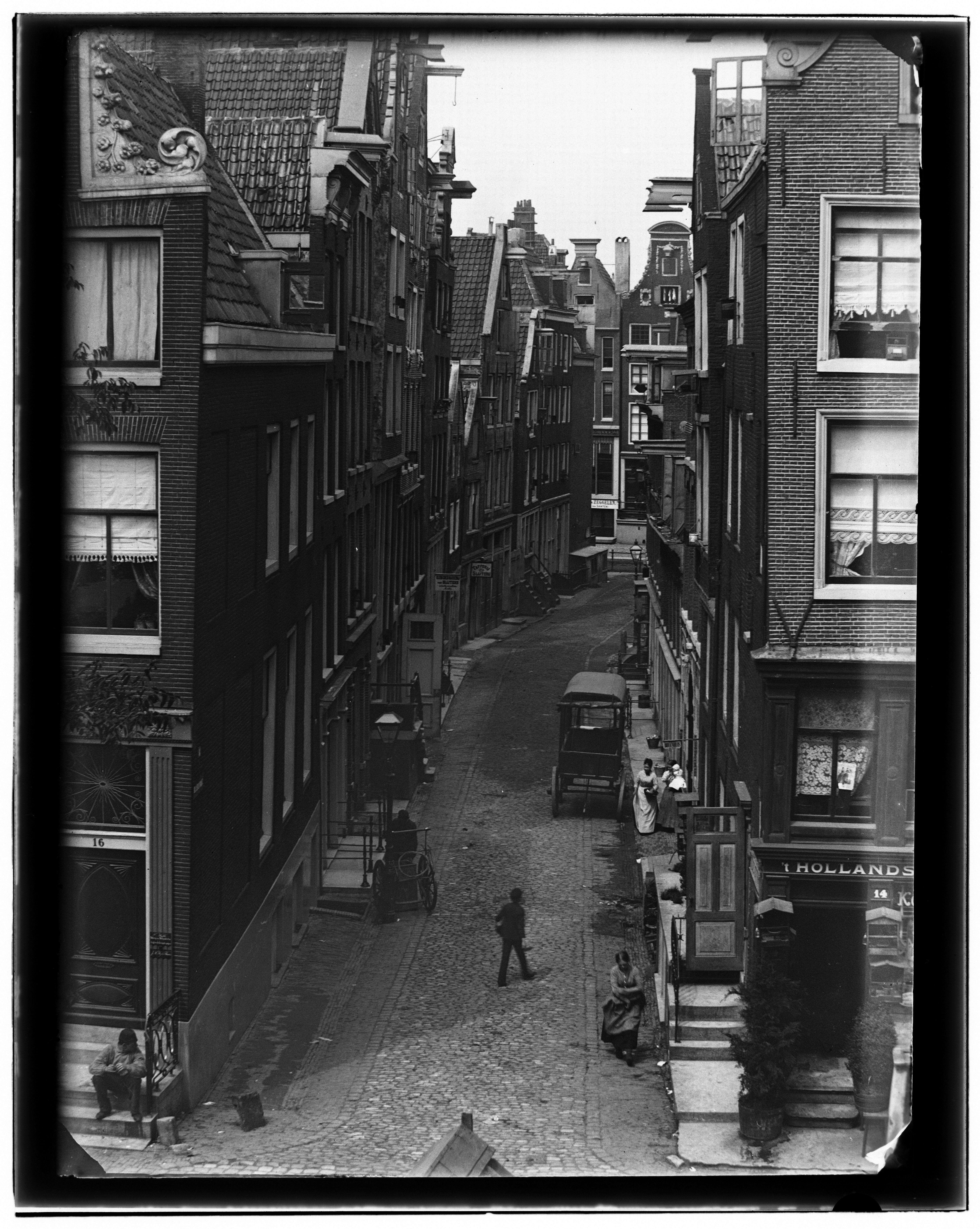
De Bloedstraat gefotografeerd door Jacob Olie (ca. 1890)

De Bloedstraat is een korte en smalle straat in het Wallengebied in Amsterdam-Centrum. De straat loopt van de Nieuwmarkt naar de Oudezijds Achterburgwal.
Sinds 1464 stond op de plaats van  de straat het Minderbroedersklooster en de vroedschapskerk van de "Grauwe Monniken". Het klooster werd in 1578 verwoest waarna op  7 januari 1588 de Vroedschap besloot ook de kerk af te breken. Op de rooilijn ontstonden daardoor de Bloedstraat en ten noorden daarvan de  Monnikenstraat. Beide straten worden verbonden door de Monnikendwarsstraat en de Gordijnensteeg.
In de straat wordt evenals in de Monnikenstraat raamprostitutie bedreven. De straat kent eenrichtingsverkeer richting Oudezijds Achterburgwal.
De naam van straat verwijst naar de vroegere  bloetcamer van het klooster die mogelijk ook gediend kan hebben als martelkamer. Volgens geschiedkundige Melchior Fokkens zou Alva hier zijn "bloedraad" hebben gehouden. De Monnikenstraat is vernoemd naar het Grauwemonnikenklooster. De Gordijnensteeg, vroeger ook bekend als Bloeddwarsstraat, dankt zijn naam aan de zestiende- en zeventiende-eeuwse bewoners Willem en Samuel du Gardijn.